# Johannes Körting
Johannes Körting oder Johannes Körtinge der Ältere (* 9. Mai 1856 in Kemnade, Bodenwerder; † 13. Februar 1952 in Düsseldorf) war ein deutscher Ingenieur.

## Leben
Wenige Wochen nach der Geburt von Johannes Körting starb dessen Vater an Typhus. In der Folge zog Körtings Mutter zurück zu ihrer Familie nach Hannover, wo Körting zunächst die Höhere Bürgerschule und dann ein Gymnasium besuchte. Nach einer praktischen Tätigkeit in der Maschinenfabrik von Bethel Henry Strousberg studierte er von 1874 bis 1878 am Polytechnikum Hannover, wo Moritz Rühlmann und Otto von Grove zu seinen Professoren zählten. Sein Studium unterbrach er 1875 für die einjährige Dienstzeit beim Hannoverschen Füsilierregiment Nr. 73.
Nach kurzen Anstellungen bei zwei Hüttenbetrieben begann Körting 1880, für das Unternehmen seiner Vettern, die Gebrüder Körting OHG, zu arbeiten. Insbesondere in den Anfangsjahren unterstützte und entlastete er seinen Vetter Ernst. Zu Beginn des 20. Jahrhunderts baute Körting in Düsseldorf eine Niederlassung des mittlerweile zur Aktiengesellschaft firmierten Unternehmens auf, die hauptsächlich als Heizungsfirma tätig war. 1910 wurde Körting Direktor einer Baumaschinenfabrik in Düsseldorf, 1913 Teilhaber einer Maschinenfabrik in Lintorf. Nach deren Verkauf an die Maschinen- und Kranbau AG im Jahr 1917 leitete er letztere bis zum Jahr 1920. Im Anschluss war er bis 1946 regionaler Geschäftsführer des Verbandes der Zentralheizungsindustrie.
Neben seinen wirtschaftlichen Tätigkeiten war Körting von 1906 bis 1919 Stadtverordneter von Düsseldorf, von 1920 bis 1922 Handelsrichter. Dem Vorstand des Vereins Deutscher Ingenieure (VDI) gehörte er in den Jahren 1909 bis 1911 an. Mitglied des VDI war er bereits seit 1879. Den Vorsitz des Hannoverschen Bezirksvereins des VDI hatte Körting in den Jahren 1894 und 1900 inne, Vorsitzender des Niederrheinischen Bezirksvereins war er in den Jahren 1907 bis 1909 und 1913 bis 1918. Er war Vorsitzender des Denkmalausschusses, der verantwortlich für die Errichtung des VDI-Denkmals in Alexisbad war.
Die Trauerfeier für Körting fand am 17. Februar 1952 auf dem Stoffeler Friedhof in Düsseldorf statt.

## Auszeichnungen
- 1921: Ehrenmitglied des Niederrheinischen Bezirksvereins des VDI[2]
- 1930: Rietschel-Plakette
- 1931: Ehrenbürger der TH Hannover[2]
- 1931: VDI-Ehrenzeichen
- 1948: VDI-Ehrenmitgliedschaft

## Schriften (Auswahl)
- Erinnerungen aus der Studentenzeit an der Polytechnischen Schule Hannover, Hannover: Göhmann, 1931
- Ein Stück Familiengeschichte, erzählt, gezeichnet und geschrieben zu seinem 75. Geburtstage, [Düsseldorf, Brehmstraße 24]: [Ing. J. Körting], 1931